# Простая почечная киста

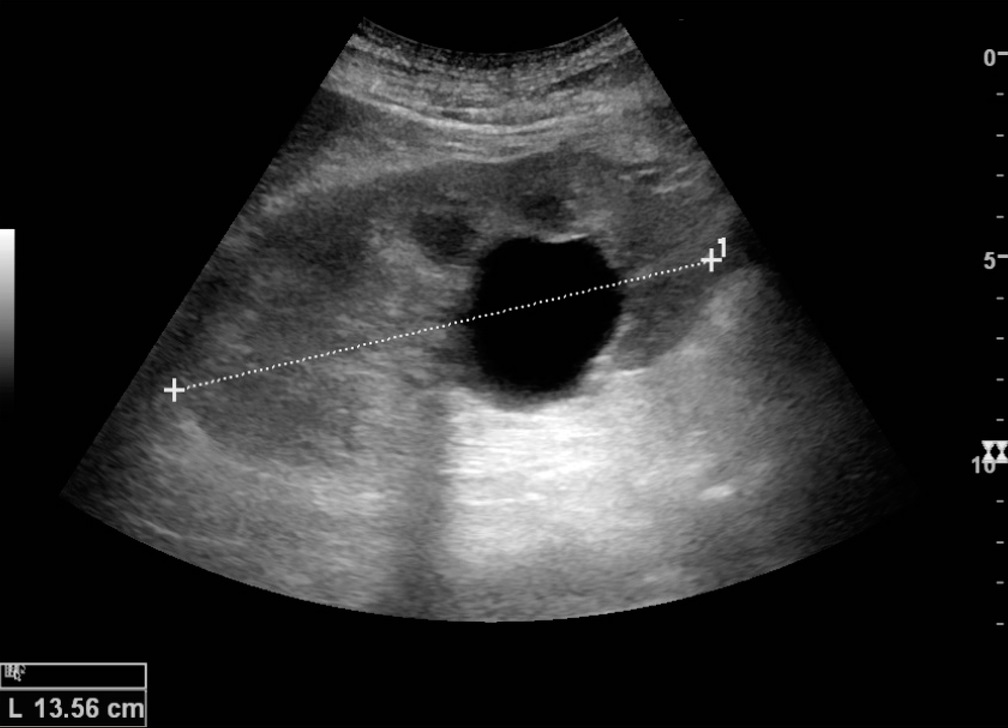
Ультразвуковое исследование почки взрослого человека с простой кистой. Длина почки отмечена пунктирной линией между двумя крестиками.

Простая почечная киста — киста первого типа по классификации, предложенной американским радиологом Мортоном А. Босняком в 1986 году. Это доброкачественная простая киста с тонкой стенкой без перегородок, кальцификаций или твёрдых компонентов. Имеет плотность видимости 0–20 единиц по шкале Хаунсфилда, что примерно равно плотности воды. Для определения кисты достаточно компьютерной томографии без внутривенного контрастного вещества на основе гадолиния. В случаях когда гадолиний вводится, простая киста 1-й категории не должна демонстрировать значительного усиления становясь ярче не более чем на 10 единиц Хаунсфильда.
Простые почечные кисты тонкие, круглые мешочки заполнены прозрачной жидкостью, и они не являются злокачественными.
Простые почечные кисты приобретаются, а не наследуются. Факторами риска являются возраст и мужской пол. Наличие простых кист увеличивается после 40 лет. Почечные кисты чаще всего выявляются при вскрытии или случайно при рентгенологических исследованиях.
Простые почечные кисты чрезвычайно распространены, и заболеваемость увеличивается с возрастом. Приблизительно 25% людей в возрасте 40 лет и старше и приблизительно 50% людей в возрасте 50 лет и старше имеют простые почечные кисты. Простые почечные кисты могут удвоиться в размере за 10 лет. Одиночные почечные кисты обычно обнаруживаются случайно и обычно протекают бессимптомно. Множественные почечные кисты часто наблюдаются у пациентов с хроническим заболеванием почек на диализе.
Простые почечные кисты, как правило, заполнены серозной жидкостью и имеют простую эпителиальную оболочку. Они могут иметь один слой кубовидного или уплощённого эпителия. Простая киста может иметь атрофический эпителиальный слой.
Простые кисты обычно не влияют на функцию почек и обычно не влияют на тесты почечной функции. Однако в редких случаях простые кисты могут привести к нарушению функции почек. Редко простая киста может разорваться и кровоточить, заразиться патогенами или стать настолько большой, чтобы вызвать давление на другие органы, а также боль и дискомфорт в животе.
Возможными причинами могут являться: высокое кровяное давление, нарушение белковой поляризации, нарушение метаболизма, сбои в работе белковых комплексов межклеточных плотных соединений, обеспечивающих поступление воды и веществ в трубочки почечных нефронов, например белков семейства клаудинов, нарушения в работе белка р53 и другие факторы, исследования которых продолжаются.